# Territorio Federal Tucacas
El Territorio Federal Tucacas fue un antiguo territorio federal de Venezuela creado el 24 de marzo de 1879 a partir del distrito homónimo del departamento Acosta del estado Falcón.

## Historia
Perduró apenas hasta el 29 de mayo de 1880 cuando fue reintegrado al estado Falcón con el nombre de distrito Tucacas, y el único Gobernador Fue el General Augusto Hidalgo.